# Ye (Album)
Ye, stilisiert als ye ist das achte Studioalbum des US-amerikanischen Rappers Kanye West. Das Album erschien am 1. Juni 2018 über GOOD Music (Def Jam).

## Entstehung

### Hintergrund
Wests siebtes Studioalbum, The Life of Pablo erschien im Februar 2016. Zehn Tage nach der Veröffentlichung kündigte er ein Album für den Sommer 2016 an. Das Album sollte Turbo Grafx 16 heißen und war nach der gleichnamigen Spielekonsole benannt. Das Album erschien jedoch nicht im Sommer und im August begann West seine Saint Pablo Tour. Die Tournee wurde nach 22 Konzerten von West wegen gesundheitlichen Problemen abgesagt. Im April 2018 kündigte West fünf Alben an, die er produziert hat, die im Sommer 2018 erscheinen sollen. Darunter Pusha Ts Daytona, ye, Kids See Ghosts ein Kollaboalbum mit Kid Cudi und Alben von Teyana Taylor und Nas.

### Cover

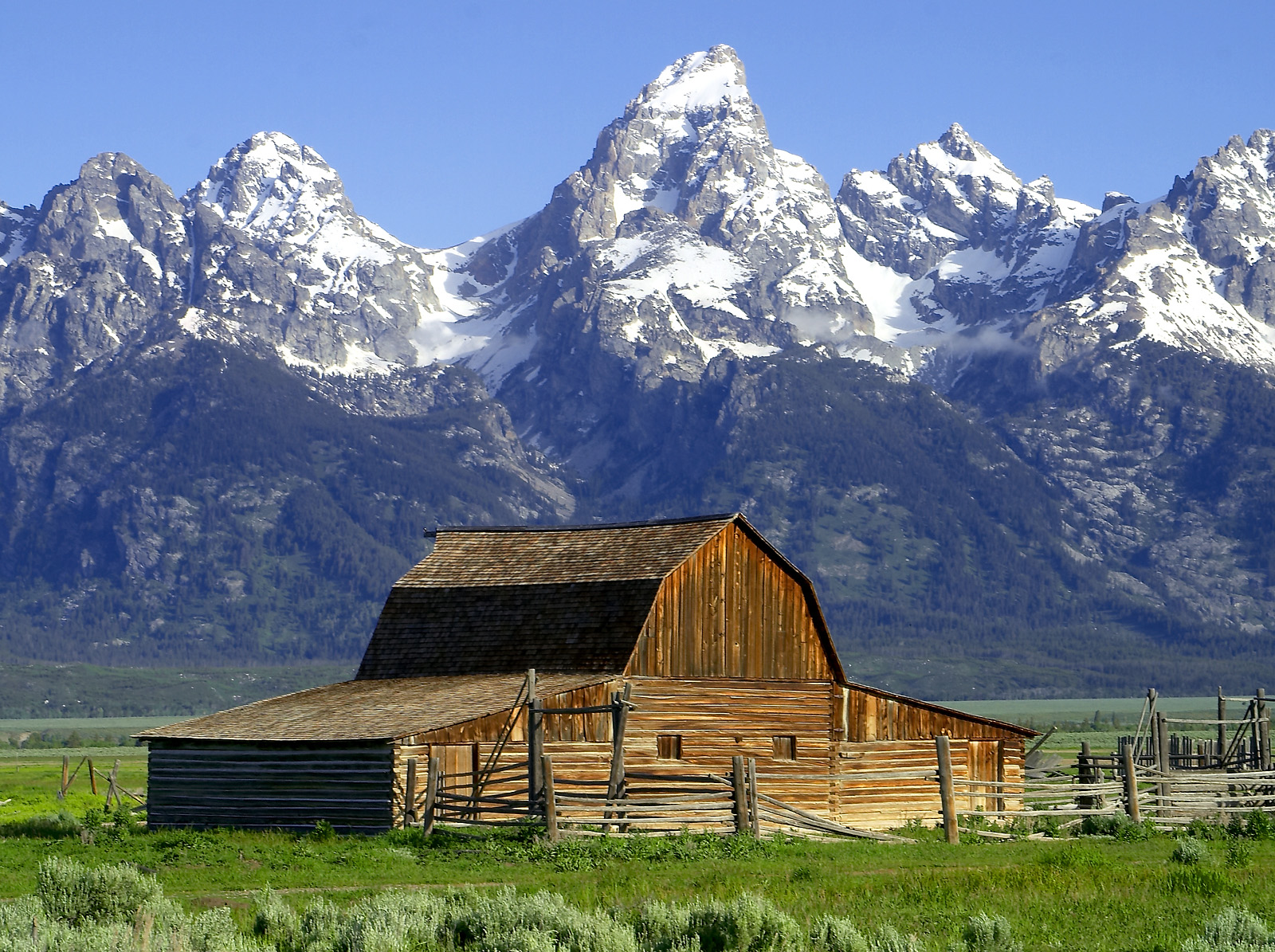
Die Berge die auf dem Cover zu sehen sind in Jackson Hole, Wyoming.

Das Cover wurde von West einen Tag vor der Veröffentlichung mit seinem iPhone geschossen. Es zeigt die Teton Range im Grand-Teton-Nationalpark in der Nähe von Jackson Hole. Auf dem Cover steht in grüner Schrift „I hate being Bi-Polar / It’s awesome“ („Ich hasse es Bi-Polar zu sein / Es ist genial“).

### Namensgebung
West sagte zum Namen des Album:

“I believe Ye is the most commonly used word in the Bible, and in the Bible it means ‚you‘. So I’m you, I’m us, it’s us. It went from Kanye, which means ‚the only one‘, to just Ye – just being a reflection of our good, our bad, our confused, everything. The album is more of a reflection of who we are.”

## Titelliste
| Nr.          | Titel                         | Text                                                | Musik                                         | Länge |
| ------------ | ----------------------------- | --------------------------------------------------- | --------------------------------------------- | ----- |
| 1.           | I Thought About Killing You a | Kanye West · Mike Dean                              | West · Dean                                   | 4:34  |
| 2.           | Yikes b                       | West · Dean · Ayub Ogada · James Mbarack Achieng    | West · Dean · Pi’erre Bourne · Apex Martin    | 3:08  |
| 3.           | All Mine                      | West · Dean · Starlite                              | West · Dean · Francis and the Lights          | 2:25  |
| 4.           | Wouldn’t Leave c              | West · Dean · Reverend W.A. Donaldson               | West · Dean                                   | 3:25  |
| 5.           | No Mistakes d                 | West · Dean · Edwin Hawkins · Slick Rick · Che Pope | West · Dean · Pope                            | 2:03  |
| 6.           | Ghost Town e                  | West · Dean · Trade Martin · Shirley Ann Lee        | West · Dean · Francis and the Lights · Blanco | 4:31  |
| 7.           | Violent Crimes                | West                                                | West                                          | 3:35  |
| Gesamtlänge: | Gesamtlänge:                  | Gesamtlänge:                                        | Gesamtlänge:                                  | 23:41 |

## Kritiken
Ye wurde von Kritikern überwiegend als gut bewertet. Die Seite Metacritic errechnete aus 29 Kritiken englischsprachiger Medien einen Schnitt von 66 %.

## Kommerzieller Erfolg

### Chartplatzierungen
| ChartsChartplatzierungen       | Höchstplatzierung | Wochen |
| ------------------------------ | ----------------- | ------ |
| Deutschland (GfK)              | 25 (3 Wo.)        | 3      |
| Österreich (Ö3)                | 12 (3 Wo.)        | 3      |
| Schweiz (IFPI)                 | 7 (3 Wo.)         | 3      |
| Vereinigte Staaten (Billboard) | 1 (23 Wo.)        | 23     |
| Vereinigtes Königreich (OCC)   | 2 (11 Wo.)        | 11     |

| ChartsJahrescharts (2018)      | Platzierung |
| ------------------------------ | ----------- |
| Vereinigte Staaten (Billboard) | 50          |

### Auszeichnungen für Musikverkäufe
| Land/Region                  | Auszeichnungen für Musikverkäufe (Land/Region, Auszeichnung, Verkäufe) | Verkäufe  |
| ---------------------------- | ---------------------------------------------------------------------- | --------- |
| Dänemark (IFPI)              | Platin                                                                 | 20.000    |
| Italien (FIMI)               | Gold                                                                   | 25.000    |
| Neuseeland (RMNZ)            | Platin                                                                 | 15.000    |
| Polen (ZPAV)                 | Gold                                                                   | 10.000    |
| Vereinigte Staaten (RIAA)    | Platin                                                                 | 1.000.000 |
| Vereinigtes Königreich (BPI) | Gold                                                                   | 100.000   |
| Insgesamt                    | 3× Gold · 3× Platin ·                                                  | 1.170.000 |

Hauptartikel: Kanye West/Auszeichnungen für Musikverkäufe